# 미하일 솔로멘체프

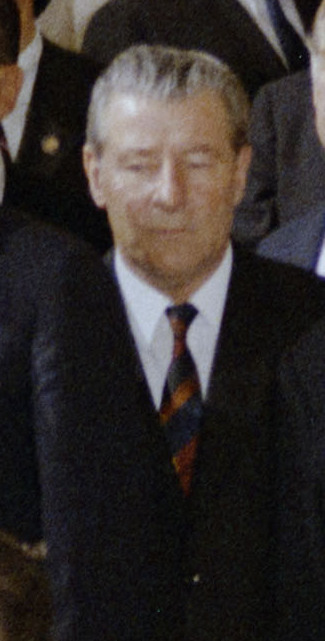

미하일 세르게예비치 솔로멘체프(러시아어: Михаи́л Серге́евич Соло́менцев, 1913년 11월 7일 (율리우스력 10월 24일), ~ 2008년 2월 15일)는 소련의 고위 정치인이었다.

## 생애 초기
솔로몬체프는 1913년, 옐레츠 근처에서 태어나 1940년, 레닌그라드 기술 대학교 (오늘날 상트페테르부르크 공과 대학교)를 졸업했다.

## 경력
솔로멘체프는 1962년과 1964년 사이에는 카자흐스탄 소비에트 사회주의 공화국의 주요 공산당 간부였으며, 1964년과 1966년 사이에는 로스토프나도누의 소련 공산당 조직을 담당했다. 1966년과 1971년 사이에는 소련 공산당 중앙위원회 서기로 재직했다. 솔로몬체프는 1971년부터 1983년까지 러시아 소비에트 연방 사회주의 공화국 인민위원회의 의장을 지냈다. 그는 1983년부터 1988년 미하일 고르바초프의 지시로 경질될 때까지 정치국에서 일했다. 1987년 10월, 솔로멘체프는 정치국 위원회를 이끌고 1930년대 스탈린 정권 치하에서 벌어진 숙청 재판을 조사했다. 위원회에는 국가보안위원회 의장 빅토르 체브리코프와 알렉산드르 야코블레프도 포함되었다. 야코블레프는 이후 위원회 의장을 맡았다.

## 훈장과 상
- 사회주의 노동 영웅 2회 (1973년, 1983년)
- 레닌 훈장 4회
- 노동적기훈장 2회
- 적성훈장